# Mészárlás a Re’im zenei fesztiválon
2023. október 7-én a Hamász palesztin iszlamista terrorcsoport fegyveresei meglepetésszerű támadást indítottak Izrael ellen a Gázai övezetből, megöltek 364 civilt és szolgálaton kívüli katonát, többeket megsebesítettek, és legalább 37 túszt ejtettek a SuperNova Sukkot Gathering című szabadtéri pszichedelikus trance zenei fesztiválon szukkót ünnepén Re’im kibuc közelében. Ez a tömeggyilkosság része volt a Hamász Izrael ellen indított összehangolt támadássorozatának, amely izraeli civilek ellen irányult a közeli Netiv HaAsara, Be’eri, Kfar Aza, Nir Oz és Holit közösségekben a 2023-as Izrael-Hamász háború kezdetén.
6:30-kor napkeltekor rakétákat vettek észre az égen. 7:00 körül megszólalt a légoltalmi sziréna, ami közelgő rakétatámadásra figyelmeztetett, ezért a fesztiválozók menekülni próbáltak. Ezt követően katonaruhába öltözött fegyveresek motorkerékpárokkal, teherautókkal és motoros siklóernyőkkel érkeztek meg a fesztivál területére és válogatás nélkül lőttek a menekülni próbáló emberekre. Sokan kerestek menedéket a közelben található óvóhelyeken, bokrokban és gyümölcsösökben, de többségüket megtalálták és megölték. Akiknek sikerült elérniük az utat és a parkoló autójukat, nem tudtak továbbmenni, mert a fegyveresek a járművekre is lőttek. A terroristák a földön kuporgó sebesülteket is kivégezték.
A túszok holléte és állapota nem ismert. A fesztiválon történt mészárlás volt Izrael történetének legnagyobb terrortámadása, és a valaha volt legszörnyűbb polgári személyekre irányuló tömeggyilkosság az országban. 

## Összejövetel és ünnep
A Supernova Sukkot Gathering egy hétvégére szervezett szabadtéri trance zenei fesztivál volt, amely 2023. október 6-án kezdődött, a Nova (más néven Tribe of Nova) nevű szervezésében. Ez volt az Universo Paralello izraeli kiadása (fesztivál előtti esemény), egy psytrance fesztivál, amelyet először 23 évvel korábban szerveztek Bahiában, Brazíliában. A fesztivált a Negev-sivatag nyugati részén, a Gáza-Izrael kerítéstől kb. 5 km-re tartották a Re’im kibuc közelében. A felállásban olyan, a psytrance szcénában jól ismert művészek szerepeltek mint a magyar DJ Wegha, az Astral Projection és a Man With No Name. A szervezők két nappal a fesztivál kezdete előtt megváltoztatták az eredetileg választott helyszínt, miután a dél-izraeli helyszín mégsem bizonyult megfelelőnek. A partit zsidó ünnepek idejére szervezték: Szukkót (október 6.) és Szimchat Tóra (október 7.) utolsó napja, a rave-et a „barátok, szerelem és a végtelen szabadság” ünnepévé akarták tenni. A fesztivál helyszínén három színpadot állítottak fel, volt egy kemping zóna, valamint egy bároknak és éttermeknek szánt terület. A jelenlévők szerint a fesztiválozók többnyire 20-40 év közötti izraeliek voltak, akik az ország minden részéről érkeztek. A jelentések szerint 3500 látogató volt, de a számok jelentésenként némileg eltérnek egymástól. Biztonsági őrök és rendőrök is jelen voltak a fesztiválon.

## A Hamász támadása
A zenei fesztivál volt az egyik első célpontja a Hamász Izrael elleni meglepetésszerű támadásának 2023. október 7-én, a hajnali órákban. Azt nem tudni, hogy a Hamász tudta-e előre, hogy ott fesztivál zajlik, vagy hallották-e a zenét és így bukkantak rá. Az egyik jelenlévő azt nyilatkozta, hogy miután elvágták az áramszolgáltatást, körülbelül 50 fős Hamász fegyveres csoport érkezett kisteherautókkal, és minden irányba lőttek. A fesztivált megtámadó Hamász fegyveresei közül néhány motoros siklóernyőkkel szivárgott be Izraelbe reggel fél 7 körül.
Miközben a fesztivál résztvevői pánikszerűen próbáltak menekülni, fegyveresekkel teli dzsipekből lőttek a menekülők autóira. A fegyveresek az utakat is lezárták. A nyílt terepen kevés rejtőzködésre alkalmas hely maradt. Sok résztvevőt, akik a fák között próbáltak elbújni, meggyilkoltak, miközben a fegyveresek módszeresen lelőtték őket. Voltak, akik bokrokba és gyümölcsfák közé igyekeztek elrejtőzni, így sikerült életben maradniuk. A mészárlás kísérője a légoltalmi sziréna hangja volt, amely az Izraelre kilőtt rakétazáport jelezte. A helyszínről készült, független drónfelvételeken több tucat felperzselt, kiégett autó és sok féknyom látható. A támadásról készült videófelvételeket a Telegram egyik csatornáján tették közzé az elkövetők. A felvételen a gyilkosságokat és túszejtéseket lehet látni.A Hamász terroristái testkamerával is rögzítették a tömeggyilkosságot.
A Hamász fegyveresei ismeretlen számú résztvevőt raboltak el; a közösségi médiában található videókon látható, ahogy foglyul ejtették őket. Az elrabolt koncertlátogatókat Gázába vitték, ahol közülük néhányról propagandavideót készítettek a Hamász emberei. Az elraboltak rokonai és barátai igyekeztek a szeretteikről információt szerezni. A Hamász által elraboltak között volt Shani Louk – egy 22 éves német–izraeli kettős állampolgár, akit a terroristák valószínűleg még a helyszínen megöltek, testét feldobták egy teherautó platójára, Gázába szállították, ahol a helyi lakosok Allahu Akbar kiáltások közepette leköpdösték. 2023. október 30-án a német és izraeli hatóságok közölték, hogy a fesztivál helyszínén megtalálták Shani koponyájának egy darabját. egy 25 éves izraeli nő, Noa Argamani. A fesztivál résztvevője közül három brazil-izraeli kettős állampolgár is eltűnt, akik részt vettek a fesztiválon.
Szemtanúk arról számoltak be, hogy elfogott nőket erőszakoltak meg. Az izraeli rendőrség gyűjti a bizonyítékokat az október 7-i terrortámadás során elkövetett szexuális bűncselekmények bizonyítására. A terroristák által elkövetett nemi erőszak megkérdőjelezése azóta is visszatérő probléma, amit zsidó szervezetek szerte a világon, és Izrael állam is mélységesen elítél és a #metoo mozgalom meggyalázásának tart.

## Áldozatok
A támadás után készített fényképeken és videókon több tucat holttest látható a fesztivál területén, köztük egy erősen megégett holttest, amelyet kábelekkel kötözek össze. A ZAKA, az izraeli önkéntes katasztrófaelhárítási csoport jelentése szerint legalább 260 holttestet hoztak ki a fesztivál területéről. A halálos áldozatok száma várhatóan emelkedni fog, mivel más mentős szervezetek is kivonultak a helyszínre. Az izraeli hatóságok 2023. november 17-i adatai szerint a meggyilkoltak száma 364 fő.
Az egyik meggyilkolt egy brit férfi volt, aki az izraeli hadseregben szolgált. Lior Asulin, már visszavonult futballcsatár, aki a Hapoel Tel Aviv Football Club csapatában játszott, szintén a mészárlás áldozatává vált. A támadásban Shai Regev és Ayelet Arnin újságírók is meghaltak, akik a Ma'ariv újságnak, illetve a KAN műsorszolgáltatónak dolgoztak. A támadásban az esemény szervezőit, Osher Vaknint és ikertestvérét, Michael Vaknint is megölték.

## Vizsgálat

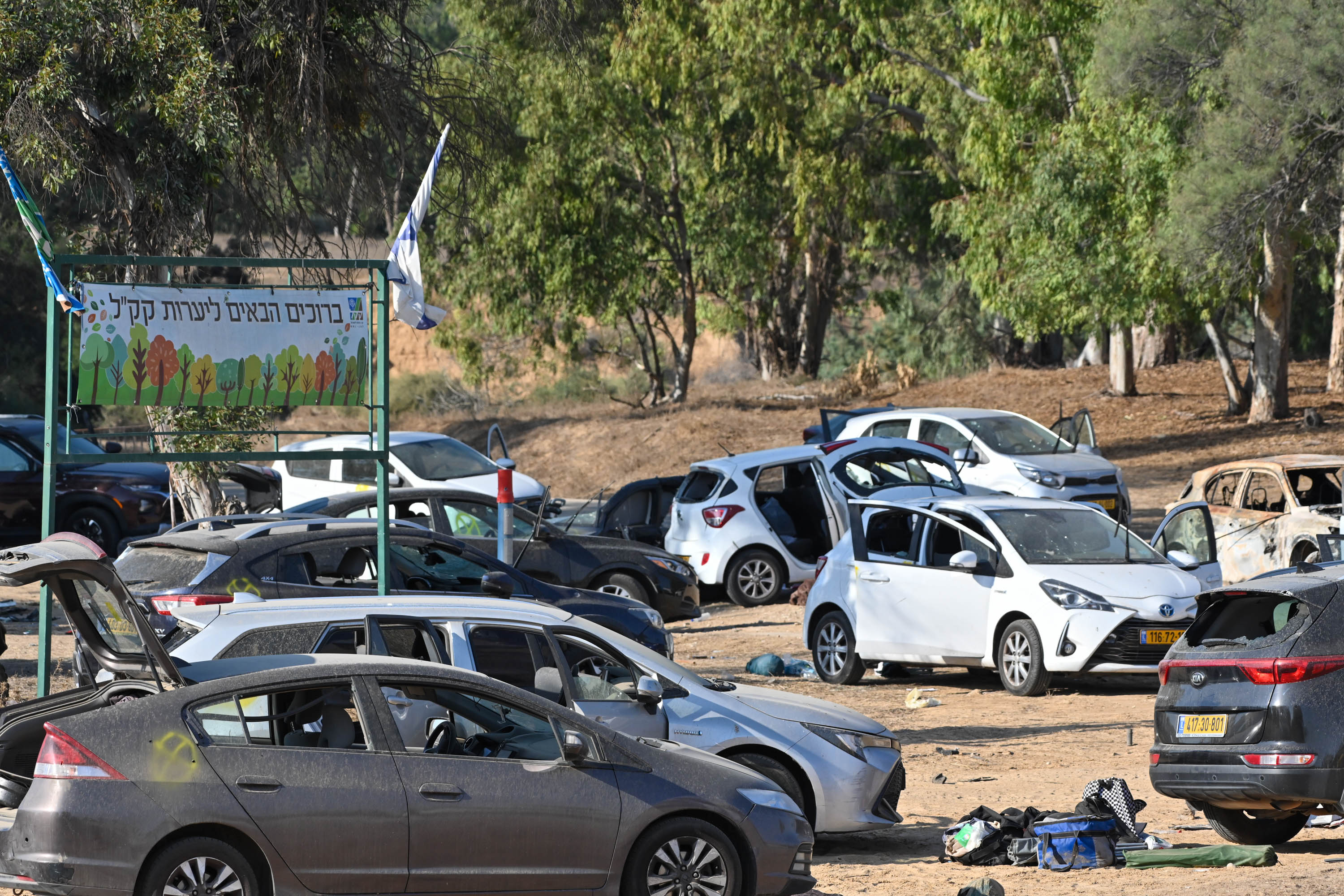
A fesztivál területén parkoló elhagyott és sérült autók (október 12.)

2023. október 14-én a német hatóságok nyolc túszul ejtett állampolgárukról tudtak, köztük Shani Loukról, amely értesülés a közvélemény heves érdeklődését váltotta ki. Shani Loukról azóta kiderült, hogy legnagyobb valószínűséggel még a támadás napján megölték. Ismeretlen Hamász-tagok ellen indítottak bűnügyi nyomozást „külföldi terrorista csoporthoz tartozás, túszejtés és gyilkosság” kivizsgálására.

## Válasz
A Hamász először tagadta, hogy a támadás civilek ellen irányult volna, és azt állították, hogy az áldozatokat „katonáknak” tekintik. Később a Hamász az álláspontját megváltoztatva, azt közölte, hogy a Hamász irányítása alatt álló erők soha nem vettek célba fegyvertelen polgárokat, szerintük a mészárlást gázai civilek független csoportjai követték el, miután a Hamász legyőzte az izraeli erőket a térségben. Még később a Hamász tagadta, hogy a fesztiválon mészárlás történt. A Hámász ezen állításait kategorikusan cáfolja az alábbi oknyomozó honlap ahol képeket és videókat osztottak meg a mészárlásról: https://www.hamas-massacre.net/.
A Re’im fesztiválon elkövetett vérengzésre, valamint a többi, az al-Aksza Özönvíz nevű terrotrámadás-sorozat keretében elkövetett öldöklésre válaszul Izrael hivatalosan hadat üzent a Hamász ellen, és megkezdte a Vaskard hadműveletet, melynek célja a Hamász infrastruktúrájának és vezetőinek kiiktatása annak érdekében, hogy egy ehhez hasonló terrortámadás a jövőben ne ismédlődhessen meg.

## Fordítás
- Ez a szócikk részben vagy egészben  a   Re'im music festival massacre című angol Wikipédia-szócikk ezen változatának fordításán alapul.  Az eredeti cikk szerkesztőit annak laptörténete sorolja fel. Ez a jelzés csupán a megfogalmazás eredetét és a szerzői jogokat jelzi, nem szolgál a cikkben szereplő információk forrásmegjelöléseként.